# Райлян Олександр Максимович
Олександр Максимович Райлян (19 квітня 1954, село Молдаванське, тепер Кримського району Краснодарського краю, Російська Федерація) — радянський і російський військовий діяч, полковник (1991), заслужений військовий льотчик Російської Федерації (1995). Член ЦК КПРС у 1990—1991 роках. Герой Радянського Союзу (25.02.1988).

## Життєпис
У 1971 році закінчив середню школу.
З липня 1971 року служив у Радянській армії. У 1974 році закінчив Саратовське вище військове авіаційне училище льотчиків. 
З 1974 року служив льотчиком, командиром, старшим командиром вертольота, командиром ланки у Прикарпатському військовому окрузі.
Член КПРС з 1976 року.
Учасник бойових дій в Афганістані : у лютому — жовтні 1983 року — командир загону гелікоптерів Мі-8 302-ї окремої гелікоптерної авіаескадрильї. Здійснив у цей період 284 бойові вильоти на вертольоті Мі-8МТ для десантування бійців та евакуації поранених.
Після повернення з Афганістану продовжував службу у ВПС Прикарпатського військового округу командиром ланки, заступником командира та командиром ескадрильї гелікоптерів авіаційного полку.
У серпні 1986 — червні 1987 року знову брав участь у бойових діях в Афганістані на посаді командира 2-ї авіаескадрильї 335-го окремого вертолітного полку Туркестанського військового округу. Здійснив у цей період 410 бойових вильотів (з них 135 — уночі) на вертольоті Мі-8МТ, висадив 600 десантників та евакуював понад 100 поранених. Брав участь в операціях у провінціях Кабул, Газні, Пактія, Кунар, Нангархар та Лагман. Авіаескадрилья під його командуванням виконала близько 6000 бойових вильотів, висадила понад 7500 десантників, перевезла 670 тонн боєприпасів та продовольства, евакуювала близько 300 поранених.
У 1987—1988 роках — командир авіаескадрильї 340-го Окремого транспортно-бойового вертолітного полку Прикарпатського військового округу. Здійснював вильоти до Чорнобильської зони.
За «вміле командування авіаескадрильєю, мужність і героїзм, виявлені під час виконання інтернаціонального обов'язку», указом Президії Верховної Ради СРСР від 25 лютого 1988 року підполковнику Райляну Олександру Максимовичу присвоєно звання Героя Радянського Союзу з врученням ордена Леніна.
У 1988—1992 роках — заступник командира із льотної підготовки; командир 340-го Окремого транспортно-бойового вертолітного полку Прикарпатського військового округу. 
У лютому 1990 року у зв'язку з загостренням міжнаціональних відносин в Азербайджанській РСР перебував з полком у повному складі на аеродромі Кюрдамир.
У 1992 році заочно закінчив Військово-повітряну академію імені Юрія Гагаріна в Моніно.
У 1992—1994 роках — старший льотчик-інспектор відділу бойової підготовки Управління Авіації Сухопутних військ Російської Федерації. З 1994 року — заступник начальника, а в 1995—1999 роках — начальник відділу бойової підготовки Управління Авіації Сухопутних військ (з грудня 1997 року — Управління Армійської авіації).
У липні — серпні 1993 року брав участь у бойових діях у Таджикистані, у листопаді — грудні 1994, січні — лютому 1995 та травні 1996 року — в боях на території Чеченської Республіки-Ічкерія. Брав участь у миротворчих операціях на території Абхазії, Югославії (Косово), у місії ООН в Анголі та Сьєрра-Леоне.
У 1999—2003 роках — заступник начальника бойової підготовки Управління Армійської авіації РФ. За роки служби Олександр Райлян здійснив понад 1100 бойових вильотів. Освоїв гелікоптери: Мі-1, Мі-4, Мі-8, Мі-6, Мі-22, Мі-26, Ка-27 та їх модифікації.
З травня 2003 року — в запасі. Проживає в Москві.

## Військові звання
- підполковник
- полковник (1991)

## Нагороди
- Герой Радянського Союзу (25.02.1988)
- орден Леніна (25.02.1988)
- орден Червоної Зірки (24.08.1983)
- орден «За службу Батьківщині у Збройних Силах СРСР» ІІ ст. (25.05.1987)
- орден «За службу Батьківщині у Збройних Силах СРСР» ІІІ ст. (27.12.1982)
- орден Мужності (Російська Федерація) (23.08.1996)
- медалі
- орден «Зірка» ІІІ ст. (Демократична Республіка Афганістан)
- Заслужений військовий льотчик Російської Федерації (11.05.1995)